# Motzfeld (Adelsgeschlecht)

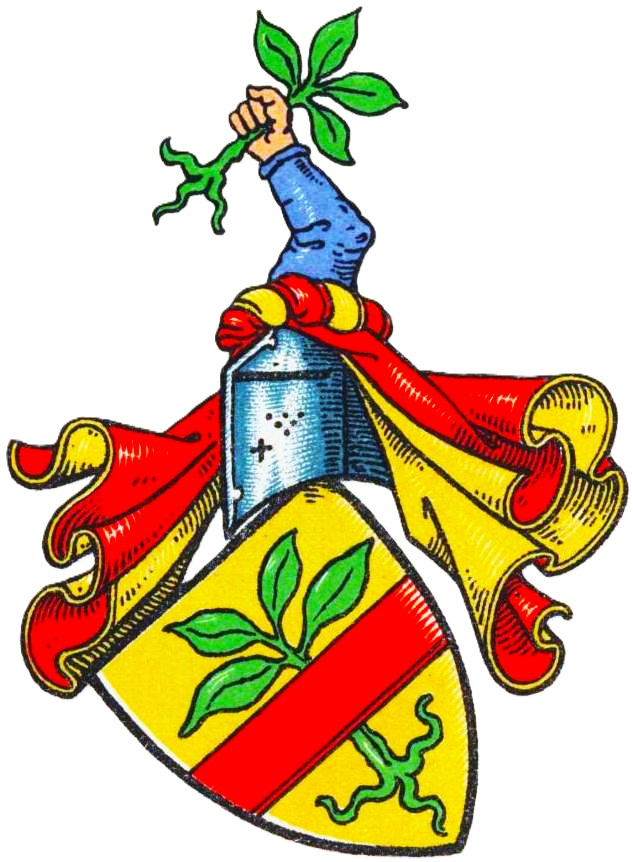
Stammwappen derer von Motzfeld im Wappenbuch des Westfälischen Adels

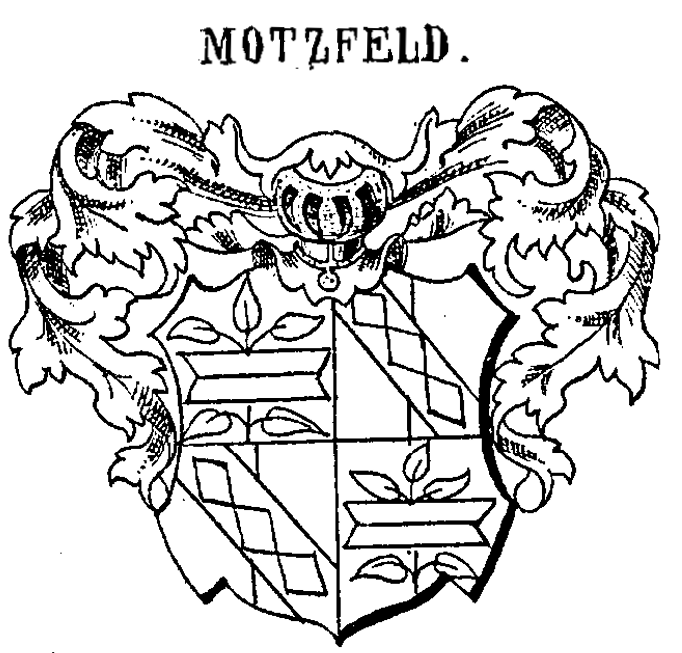
Vermehrtes Wappen derer von Motzfeld von 1712 in Siebmachers Wappenbuch ohne Helmzier und Tingierung

Motzfeld (auch Motzfeldt o. ä.) ist der Name eines niederrheinisch-westfälischen Adelsgeschlechts, das in einer Linie auch nach Dänemark, Norwegen und Grönland kam.

## Geschichte
Das Geschlecht stammt ursprünglich aus dem namensgebenden Moosfelde, heute ein Stadtteil von Arnsberg, wo es schon 1533 zu finden ist. Danach war es in Hamm ansässig. Später war die Familie auch im Bergischen und Jülchschen begütert. 1693 saß die Familie in den Niederlanden zu Lips, Palenstein und Seggeward, 1705 auch zu Hennef bei Uckerath sowie 1732 zu Eyll unweit Geldern, von 1724 bis 1751 zu Neuenhof im Kölner Landkreis und 1817 bis 1833 zu Hardenberg im Kreis Borken.

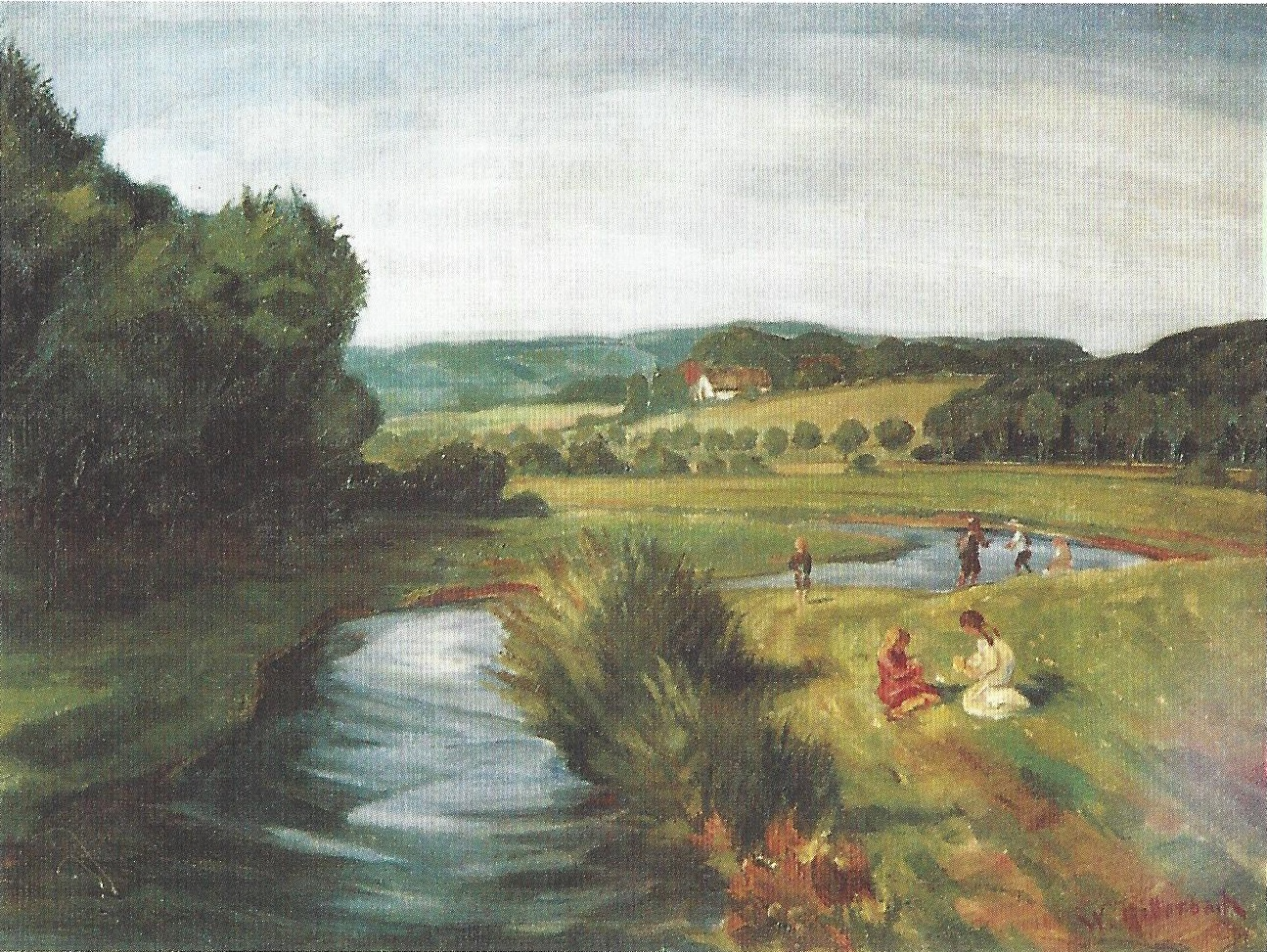
Gutshof Moosfelde im Möhnetal (Wilhelm Ritterbach 1912), Öl auf Leinwand
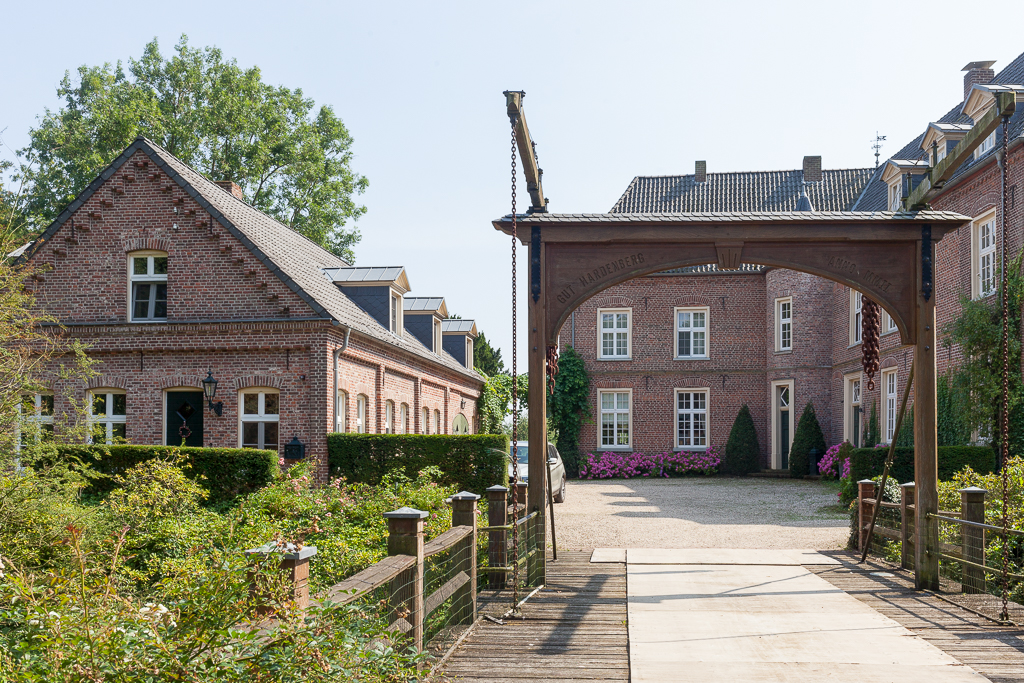
Haus Hardenberg, 2015

Im 17. Jahrhundert wanderte Peter Motzfeldt von Lüneburg nach Kopenhagen aus. Seine Nachkommen wurden eine bedeutende dänisch-norwegische Familie. Seine Ururenkelin Marie Sophie Motzfeldt (1730–1782) heiratete Lorentz Marcus Hanning (1739–1817). Der Sohn Peter Hanning Motzfeldt nahm den Nachnamen der Mutter an und bekam vier Kinder mit seiner grönländischen Haushälterin Cecilie Dalager (1784–1866), woraus ein grönländischer Zweig der Familie entstand. Ihr bedeutendster Nachkomme Jonathan Motzfeldt (1938–2010) war von 1979 bis 1991 und 1997 bis 2002 grönländischer Regierungschef.
Johann Motzfeld war 1630 Richter zu Hamm. Auf ihn folgte Godfrid Motzfeld, der 1658–1675 Hammer Richter war. Heinrich Motzfeld wurde Kriegskommissar zu Kleve, sein Sohn Johann Motzfeld Vizekanzler zu Kleve. Am 12. Januar 1712 erlangten die Brüder Johann und Henrich von Motzfeld eine Adelsrenovation. Die Erneuerung erteilte König Friedrich I. von Preußen. In demselben Jahr wohnte Johann Bertram von Motzfeld auf Haus Henf im Amt Blankenberg. Bertram von Motzfeld war 1755 klevischer Kriegs- und Domänenrat.
Nach dem preußischen Beamten Franz Johann von Motzfeld sind im niederrheinischen Pfalzdorf, einem Stadtteil von Goch, eine Straße und seit 1997 eine Grundschule benannt.

## Wappen
- Blasonierung des Stammwappens: In Gold ein grüner ausgerissener Baum, oben mit vier Blättern, von einem roten Balken überzogen. Auf dem rot-golden bewulsteten Helm mit rot-goldenen Helmdecken ein blau gekleideter aufgereckter Arm, der den Stamm schräglinks hält.[1]
- Blasonierung des vermehrten Wappens von 1712: Geviert. Felder 1 und 4 ein prismatischer Balken und dahinter der ausgerissene Baum mit fünf Blättern, Felder 2 und 3 gespalten mit einem mit drei Wecken belegter Schrägrechtsbalken. Hefner/Grenser/Mülverstedt lassen die Tingierung und Helmzier offen.[7] Anton Fahne dagegen beschreibt das vermehrte Wappen wie folgt: „quadriert, 1. und 4. das beschriebene Wappen, 2. und 3. in Silber einen rothen, rechtsschrägen Balken mit drei goldenen Wecken, (Wappen der Eickel) auf dem Schilde zwei Helme, rechts den beschriebenen mit dem Arme, links einen rothen und einen silbernen Elefantenrüssel [richtig: Büffelhörner], zwischen denen ein Schild mit dem beschriebenen rechtsschrägen Balken schwebt.“[6]

## Stammfolge
Anton Fahne gibt folgende Stammfolge an, ergänzt von Schleicher:
- Tilemann von und zu Motzfeld, bergischer Kommissar der Ämter Blankenberg und Lülsdorf ⚭ Eva von Berensberg
  - Johann Motzfeld († 1624), älterer Sohn, Gerichtsschöffe und Fürstlicher Weinverwahrer in Bensberg, ⚭ I. Elisabeth von Polheim († 1587), ⚭ II. 1588 Catharina Schwarzbaerth von Bruch
    - aus I.: Winand Motzfeld, Linie zu Hennef/Sieg
    - aus I.: Peter Motzfeld († 1650), wanderte nach Dänemark aus und begründete die dänisch-norwegisch-grönländische Linie der Familie
    - aus I.: Gotthard Motzfeld zu Köln ⚭ Catharina
      - Franz von Motzfeld (* 1606)
      - Johannes von Motzfeld (* 1607)

    - aus II.: Ursula von Motzfeld
    - aus II.: Elisabeth von Motzfeld

  - Henrich von Motzfeld, jüngerer Sohn, klevischer Amtskammerrat und Rechenmeister, ⚭ Elisabeth de Greven
    - Johann von Motzfeld, märkischer Geheim- und Kammerrat, Dort zu Kranenburg und Düffel, ⚭ I. Dorothea Hymmen († 1616); ⚭ II. 1627 Anna von Eickel
      - aus I.: Dorothea von Motzfeld (* 1616)
      - aus II.: Franz von Motzfeld (1629–1668), promovierter Jurist, 1656 Schöffe, 1662 Bürgermeister zu Kleve
      - aus II.: Heinrich von Motzfeld, klevisch-märkischer Geheim-, Regierungs- und Amtkammerrat, ⚭ Anna von Wentholt
        - Johann von Motzfeld, klevisch-märkischer Geheim- und Jagdrat, kaufte 1710 die Marienfelder Güter Lubbelinghof und Schroer bei Hamm, ⚭ Justina Maria von Eck zu Pantaleon
        - Henrich von Motzfeld († 1724), Herr der Herrschaft Zeeland in Geldern, nassau-siegenscher Regierungsrat und Droste zu Terburg in Geldern, er erwirkte die Adelserneuerung 1712, in der Vorfahren, wie hier dargestellt, aufgeführt sind, ⚭ 1689 Isabella Maria Joswina von Merode-Hoffalice-Frankenberg, Tochter von Franz Ignatz von Merode-Hoffalice-Frankenberg und Isabella von der Heyden genannt Belderbusch zu Broich, sie brachte das Stommelsche Stammgut und jülichsche Lehen Neuenhofen bei Bergheim in die Familie
          - Friedrich von Motzfeld
          - Christian August von Motzfeld, 1751 Geheim- und Amtkammerrat zu Kleve und Mark, ⚭ Theodora Euphemia Maria von Hövel († 1757), Tochter von Heinrich Leopold und Gertrud von Bronchorst
            - Johann Franz von Motzfeld, österreichischer Grenadierhauptmann, er kaufte das Gut Hardenberg bei Rees, ⚭ Rosine de Trampeli aus Böhmen
              - Moritz von Motzfeld, österreichischer Leutnant, blieb in der Schlacht
              - Johann Franz von Motzfeld zu Hardenberg und Eubergen, ⚭ Antoinette von Hövel zu Wesefeld
                - Franz Joseph von Motzfeld, 1833 Herr zu Hardenberg bei Anholt
                - Ottilia von Motzfeld
                - Rosine von Motzfeld
                - Therese von Motzfeld
                - Constantia von Motzfeld

              - Theresia von Motzfeld, im Kloster Roermond

            - Henrich Arnold von Motzfeld, Kapitular zu Cornelimünster, aufgeschworen 1753

## Persönlichkeiten

### Dänisch-norwegischer Zweig
- Ketil Motzfeldt (1814–1889), norwegischer Marineoffizier und Politiker
- Peter Motzfeldt (1777–1854), norwegischer Kapitän und Politiker
- Peter Hanning Motzfeldt (1774–1835), norwegischer Beamter und Inspektor von Grönland
- Ulrik Anton Motzfeldt (1807–1865), norwegischer Jurist und Politiker

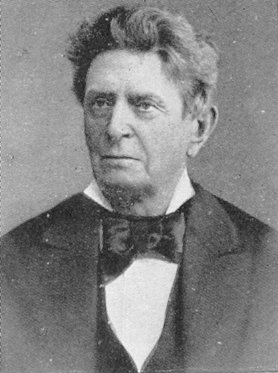
Ketil Motzfeldt (1814–1889)
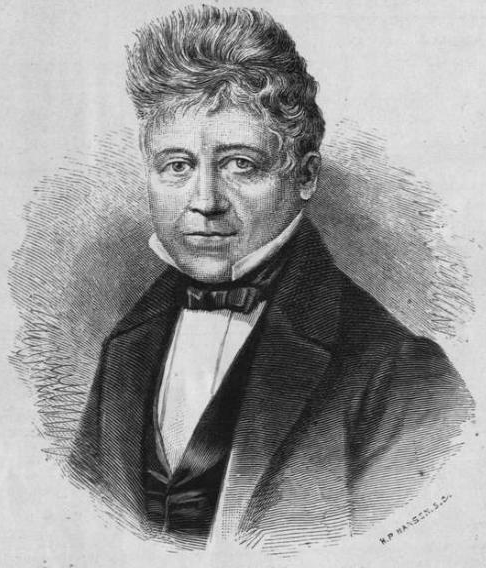
Peter Motzfeldt (1777–1854)

### Grönländischer Zweig
Peter Hanning Motzfeldts uneheliche Nachkommen begründeten den grönländischen Zweig der Familie, der sich vor allem in Qassimiut, Igaliku und später Qeqertarsuatsiaat niederließ.
- Angu Motzfeldt (* 1976), grönländischer Musiker
- Egede Motzfeldt (1907–unbekannt), grönländischer Landesrat
- Enok Motzfeldt (1888–1925), grönländischer Landesrat
- Hans Motzfeldt (1881–1921), grönländischer Katechet und Landesrat
- Jokum Motzfeldt (* 1883), grönländischer Landesrat
- Jonathan Motzfeldt (1938–2010), grönländischer Politiker (Siumut) ∞ Margit Motzfeldt (* 1945), dänisch-grönländische Badmintonspielerin und Lehrerin
- Josef Motzfeldt (* 1941), grönländischer Politiker und Lehrer
- Lars Motzfeldt (1908–1987), grönländischer Landesrat, Schäfer, Katechet und Lehrer
- Peter Motzfeldt (Schäfer) (1910–1971), grönländischer Schäfer und Kommunalpolitiker
- Vivian Motzfeldt (* 1972), grönländische Politikerin (Siumut) und Lehrerin

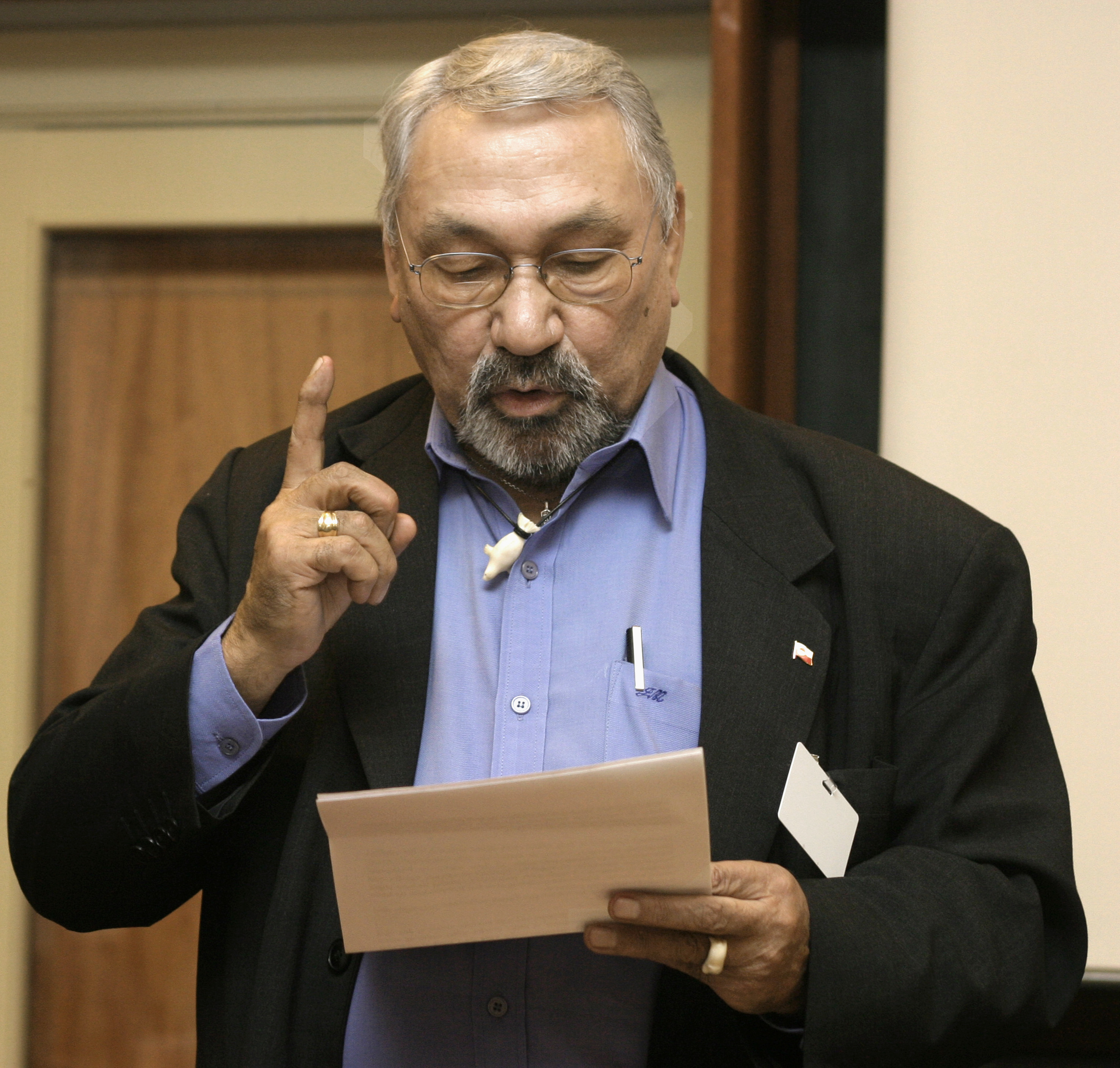
Jonathan Motzfeldt (1938–2010), 2003
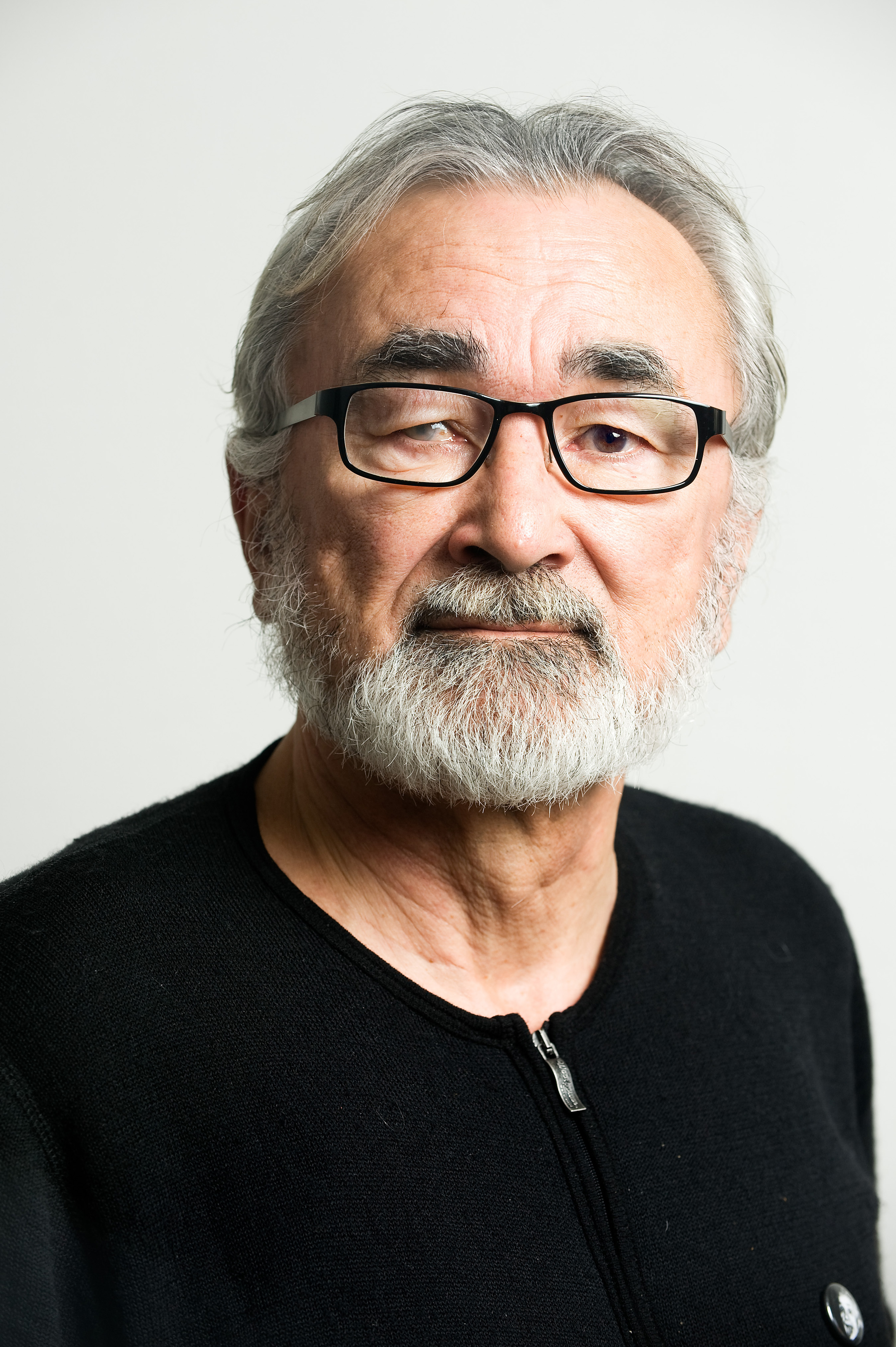
Josef Motzfeldt (* 1941), 2009
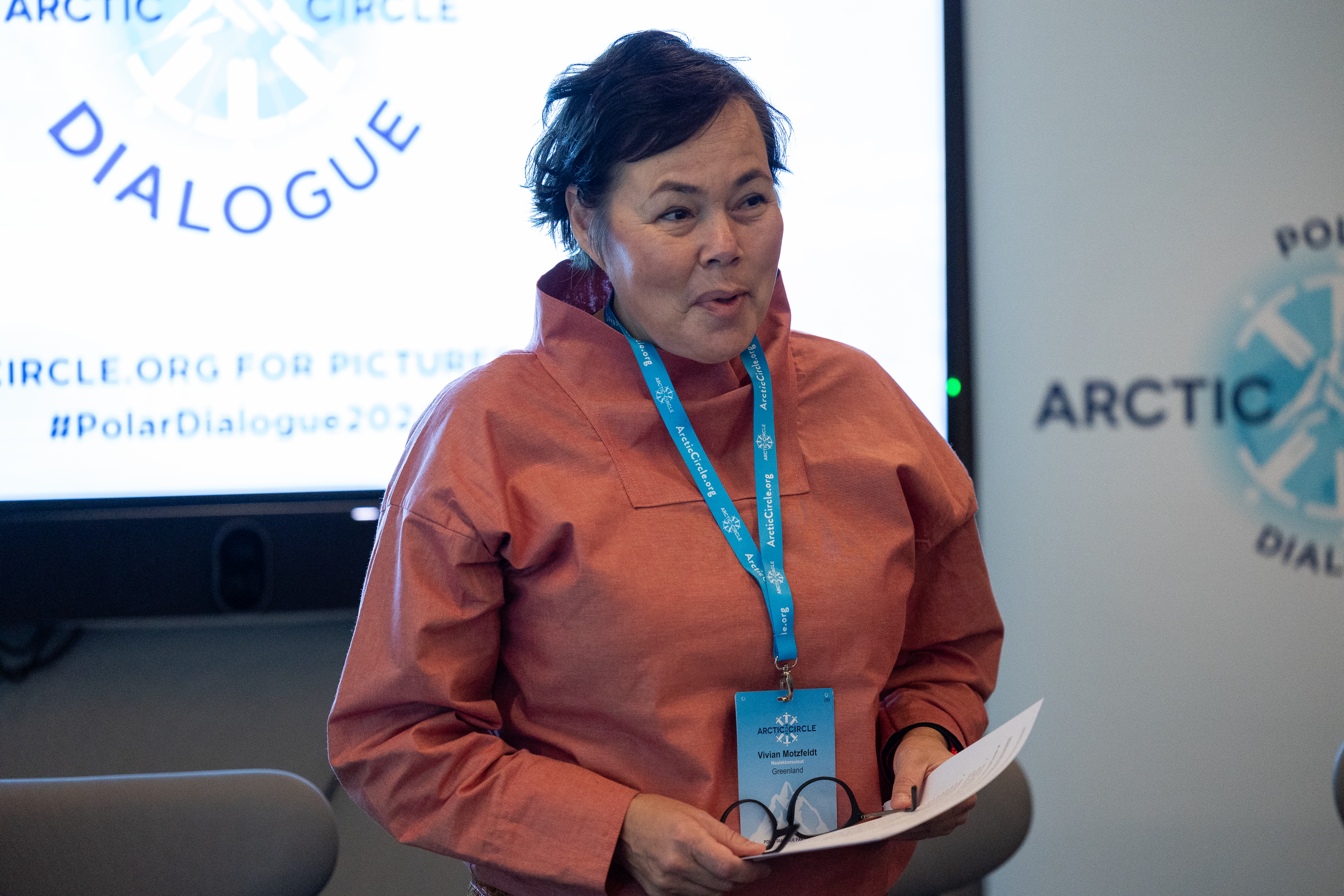
Vivian Motzfeldt (* 1972), 2024